# С-24 (подводная лодка)
С-24— советская дизель-электрическая торпедная подводная лодка серии IX-бис-2, тип С — «Средняя» времён Второй мировой войны. Вошла в строй после окончания войны, входила в состав Тихоокеанского флота, в 1955 году передана ВМС Китая, прослужила до 1963 года.

## История строительства
С-24 заложена 25 июня 1940 года на заводе № 112 «Красное Сормово» в Горьком под заводским номером 297. Спущена на воду 2 мая 1941 года. Начало Великой Отечественной войны С-24 встретила в достройке. В 1945—1947 годах была достроена на «Красном Сормово» по проекту IX-бис-2, получив ряд усовершенствований.

## История службы
Осенью 1947 года по внутренним водным путям переведена на Северный флот для прохождения испытаний и ввода в строй. 10 октября прибыла в Полярный, 18 декабря вошла в строй, 19 декабря зачислена в состав Северного флота, вошла в состав 5-го дивизиона Бригады подводных лодок.
В 1949—1950 годах С-24 вместе с однотипными подводными лодками С-21 и С-22 в составе экспедиции особого назначения ЭОН-49 перешла Северным морским путём на Дальний Восток. Зимовку 1949—1950 года лодки провели в Тикси. 21 сентября 1950 года вошла в состав 5-го ВМФ, зачислена в состав 1-й бригады подводных лодок, базировалась во Владивостоке на бухту Малый Улисс, в марте 1951 года передана 123-й бригаде подводных лодок. В 1952 году перебазирована в Находку, в следующем году обратно во Владивосток. В 1954 году С-24 прошла ремонт с подготовкой к передаче ВМС НОАК.
6 июня 1955 года С-24 официально исключена из состава ВМФ СССР в связи с передачей ВМС Народно-освободительной армии Китая. В июне 1955 года лодка в составе отряда кораблей, включавшем однотипную ПЛ С-25, две ПЛ типа «Малютка» и два эсминца проекта 7 («Решительный» и «Ретивый»), перешла из Владивостока в Циндао. На переходе в штормовых условиях за борт упал вахтенный офицер лейтенант В. Н. Енин, был спасён.
В Циндао С-24 была передана китайскому экипажу, советский экипаж был расформирован 6 июля 1955 года. Далее до 1963 года лодка служила в составе ВМС НОАК под названием 新中國13號 («Новый Китай» № 13) и бортовым номером «423». Впоследствии была утилизирована.

## Командиры
- 1946—1947: Барков Н. П.
- 1947—1948: Соколов М. Л.
- апрель-сентябрь 1948: Бютнер Г. Н.
- 1948—1950: Папылев И. И.
- 1953—1955: Казанцев М. К.